# José Santugini Parada
José Santugini Parada (Toledo, 12 de setembre de 1903 – Madrid, 1 d'abril de 1958) va ser humorista, escriptor cinematogràfic, guionista i director d'una única pel·lícula. La part més coneguda de la seva activitat és la de la seva associació amb Ladislao Vajda amb el qual va col·laborar com a guionista en alguns dels títols més capdavanters del cinema espanyol de la dècada de 1950.

## Biografia
José Santugini Parada és un dels humoristes menys coneguts de la generació que va sorgir de les pàgines de la revista "Buen Humor". Això es deu, segurament, al fet que els seus centenars de contes mai van ser publicats en forma de llibre, al fet que no va aconseguir un triomf rotund en el teatre i al fet que la seva carrera com a director cinematogràfic no va tenir continuïtat després del seu debut en vespres del 18 de juliol de 1936 amb Una mujer en peligro (1936).
En finalitzar la Guerra Civil espanyola va escriure per a Rafael Gil Viaje sin destino i va realitzar l'adaptació de La torre de los siete jorobados que va dirigir Edgar Neville. El seu prestigi com a guionista prové, no obstant això, de la seva associació amb Ladislao Vajda per al qual va escriure set pel·lícules, la majoria d'elles en el si de la productora Chamartín. Títols entre els quals destaquen el mosaic policíac Séptima página (1951), l'adaptació metalingüística de la sarsuela Doña Francisquita (1952), l'obra mestra del bandolerisme Carne de horca (1953), la sòlida espanyolada Tarde de toros (1955), la tragèdia grotesca Mi tío Jacinto (1956) i la desassosegant Es geschah am hellichten Tag (1958).
En les necrologies que van lamentar la seva prematura mort a Madrid, l'11 d'abril de 1958, s'afirma que Santugini és “per ventura el millor guionista cinematogràfic que en l'actualitat posseïa el nostre país”.

## Premis
Medalles del Cercle d'Escriptors Cinematogràfics
| Any  | Categoria                | Pel·lícula                   |
| ---- | ------------------------ | ---------------------------- |
| 1951 | Millor guió              | Séptima página               |
| 1953 | Millor guió              | Carne de horca               |
| 1956 | Millor guió              | Tarde de toros               |
| 1960 | Millor argument original | El hombre que perdió el tren |

## Filmografia com a director
- Una mujer en peligro (1936)

## Filmografia com a guionista
- Una mujer en peligro (1936)
- Viaje sin destino (1942)
- La torre de los siete jorobados (1944)
- Doce lunas de miel (1944)
- Brigada criminal (1950)
- Séptima página (1950)
- Ronda española (1952)
- El deseo y el amor (1952)
- Doña Francisquita (1953)
- Carne de horca (1953)
- Congreso en Sevilla (1955)
- Tarde de toros (1956)
- Mi tío Jacinto (1956)
- La estrella del rey (1957)
- Un ángel pasó por Brooklyn (1957)
- Es geschah am hellichten Tag (1958)
- El marido (1959)
- Las de Caín (1959)
- S.O.S., abuelita (1959)
- El hombre que perdió el tren (1960)